# سورکول (دریاچه)
سورکول (به قزاقی: Соркөл، سوركول) یک دریاچه در قزاقستان است که در شهرستان ساری‌سو واقع شده‌است.